# Le Samedi
Pour les articles homonymes, voir Samedi (homonymie).
Le Samedi est un hebdomadaire fondé à Montréal le 15 juin 1889 et disparu en 1963. Consacré à l'actualité illustrée, il accorde, à ses débuts, une place importante à la littérature.
Lionel Dansereau en est le premier rédacteur en chef, de 1889 à octobre 1894. 
Louis Perron lui succède à partir du 9 mars 1895. Il quitte en avril 1896 et ne revient à son poste qu'en juin 1897. Il quitte définitivement le journal le 16 septembre 1899. Dès son arrivée, Perron organise un concours de nouvelles et de pièces en vers, avec remise des prix quatre fois par an. Cela permettra à de jeunes écrivains de publier leurs œuvres, notamment Émile Nelligan (sous le pseudonyme d'Émile Kovar), Robertine Barry (alias Françoise), Jean Charbonneau, Louvigny de Montigny, Joseph Melançon, Henry Desjardins, Albert Laberge, Damase Potvin. Perron publie aussi quelque 120 poèmes en prose de Silvio, ainsi que des textes d'auteurs français, tels Jean Richepin, Jean Lorrain, Pierre Loti.

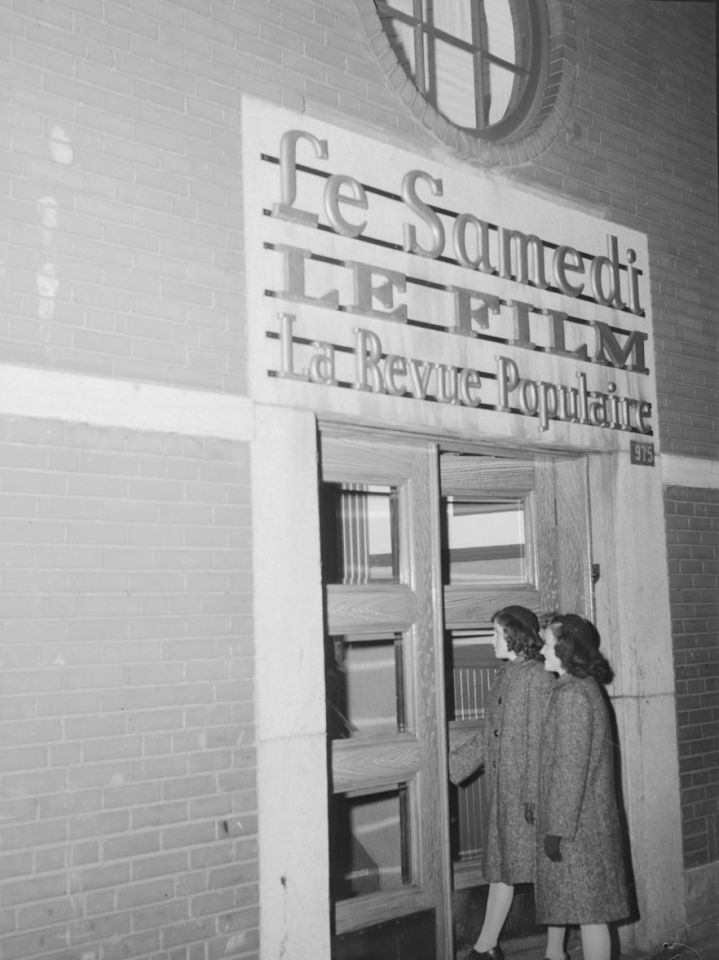
Entrée du bâtiment du journal le Samedi, 1946
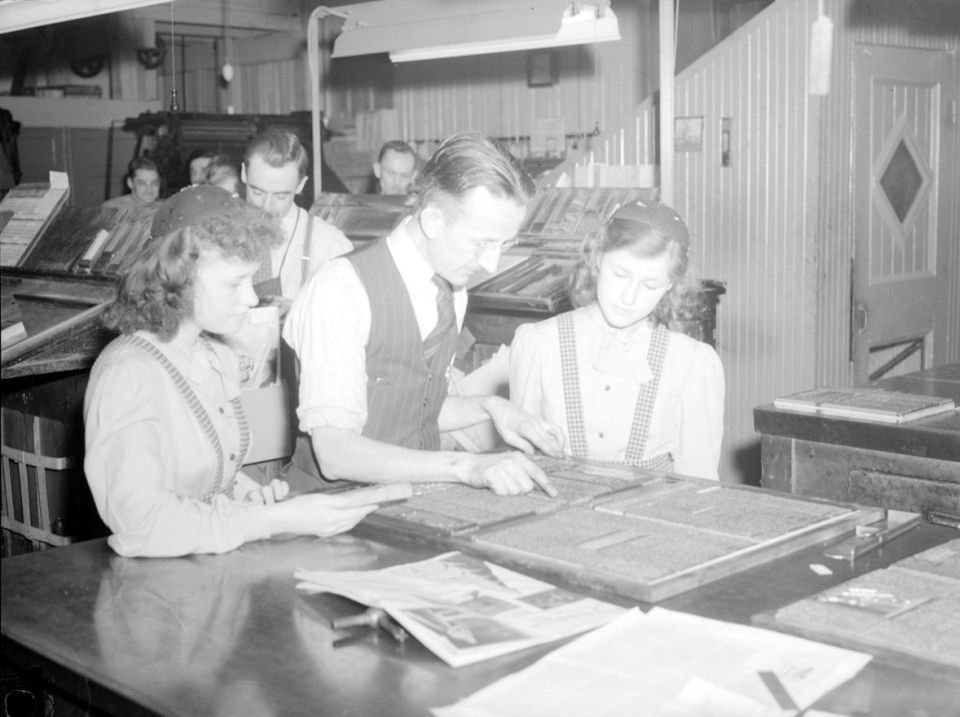
Typographe du journal le Samedi, 1946
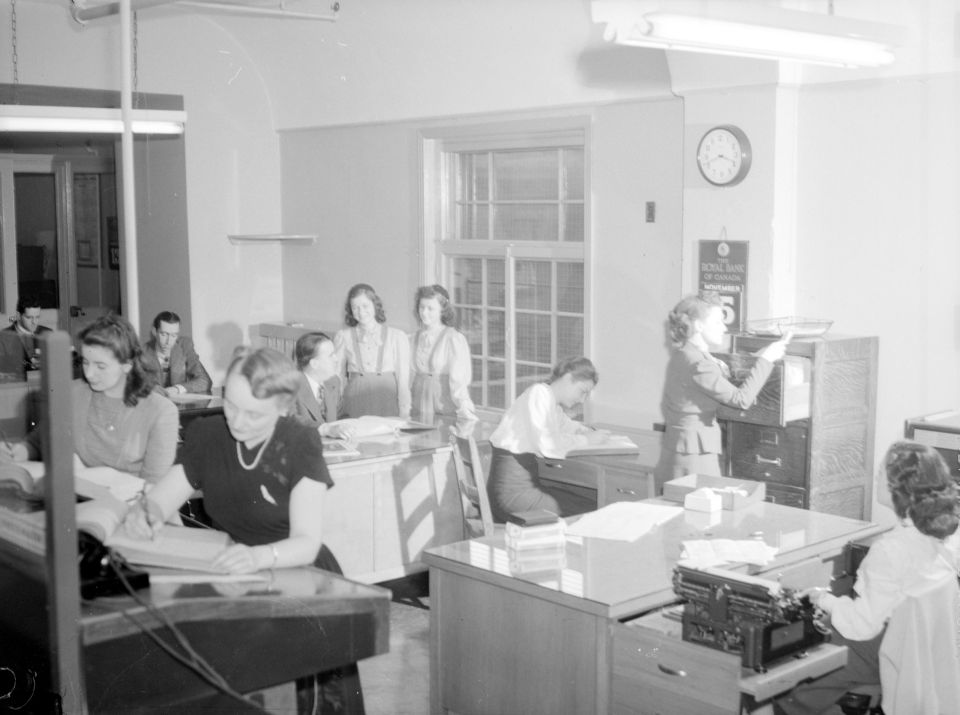
Journalistes du journal le Samedi, 1946
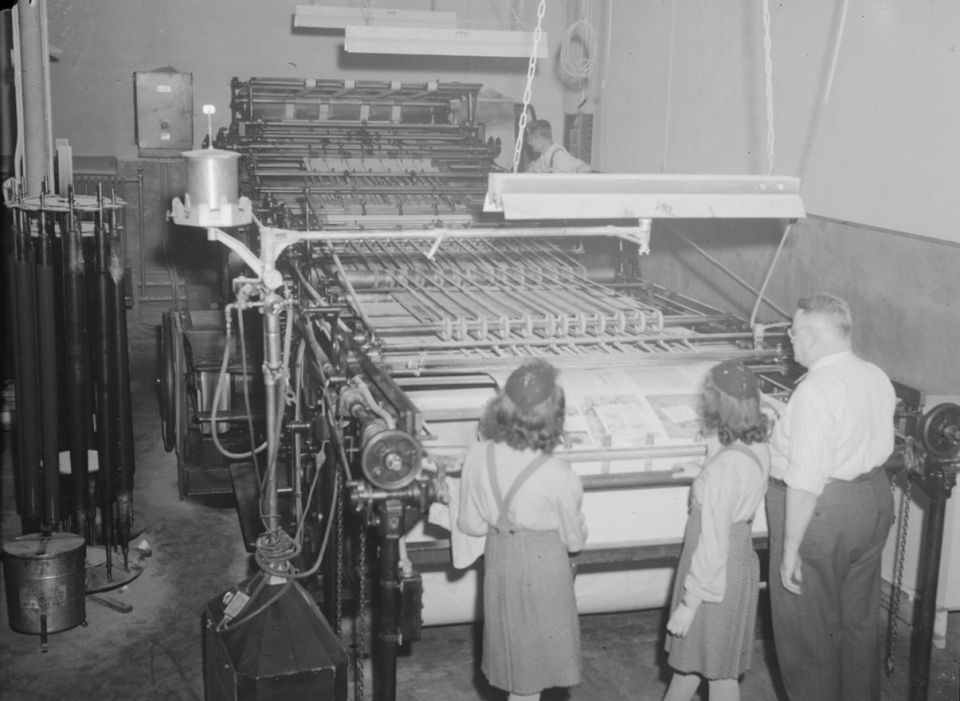
Presses du journal le Samedi, 1946
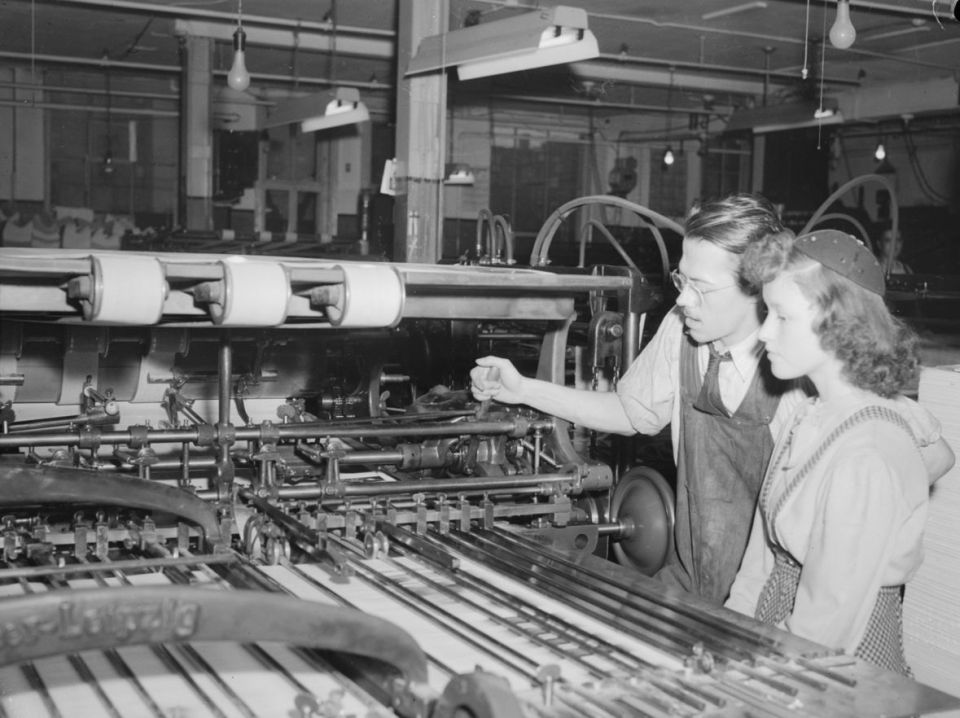
Presses du journal le Samedi, 1946
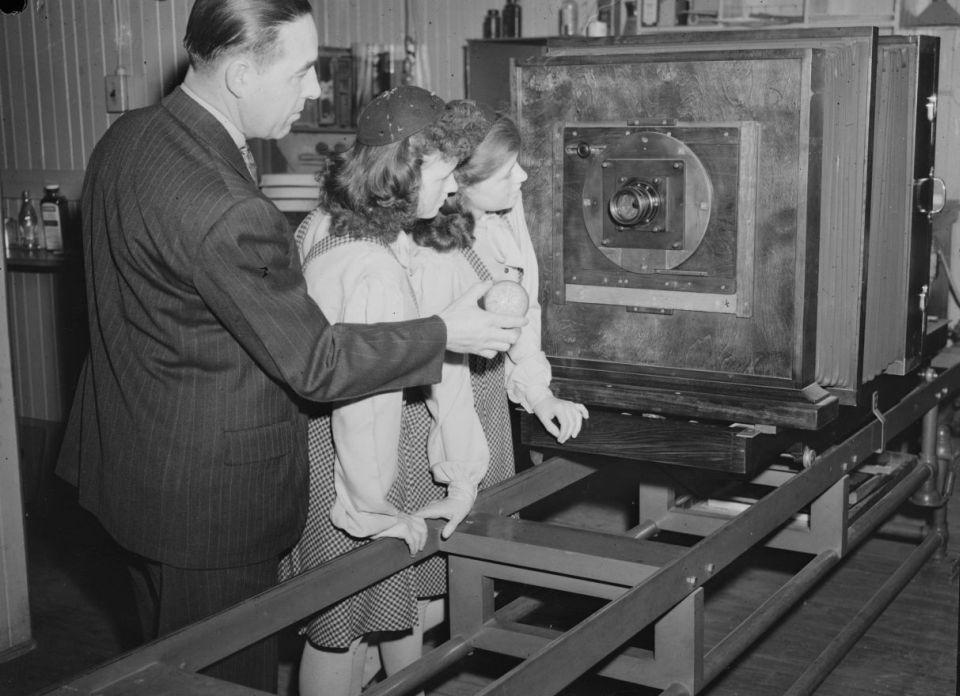
Chambre photographique du journal le Samedi, 1946

## Sources
- Micheline Cambron, La vie culturelle à Montréal vers 1900 : Biographie, Montréal, Fides, 2005
- André Renaud, Les poèmes en prose de Silvio : thèse de maîtrise, Ottawa, Université d'Ottawa, 1961
- Paul Wyczynski, Émile Nelligan 1879-1941 : Biographie, Montréal, Fides, 1987, 635 p. (ISBN 9782762113822)
- Groupe de recherche CRSH et FQRSC « Penser l'histoire de la vie culturelle »